# Tesla (unità di misura)
Il tesla (simbolo T) è un'unità di misura derivata del sistema internazionale (SI). Viene utilizzata per misurare l'induzione magnetica, ossia la densità del flusso magnetico. Alla Conférence Générale des Poids et Mesures (CGPM) tenutasi a Parigi nel 1960, il nome "tesla"  fu scelto in onore dell'inventore e ingegnere elettrico serbo Nikola Tesla, che diede molti importanti contributi nel campo dell'elettromagnetismo.
Valgono le seguenti relazioni tra il tesla e altre unità di misura:
{\displaystyle \mathrm {1\ T=1\ {\frac {V\,s}{m^{2}}}=1\ {\frac {N}{A\,m}}=1\ {\frac {Wb}{m^{2}}}=1\ {\frac {kg}{A\,s^{2}}}=1\ {\frac {kg}{C\,s}}=1\ {\frac {N\,s}{C\,m}}} }
dove:
- A = ampere
- C = coulomb
- kg = chilogrammo
- m = metro
- N = newton
- s = secondo
- T = tesla
- V = volt
- Wb = weber

Un suo sottomultiplo è il gauss, unità di misura del sistema fondato da Gauss nel 1853, che equivale a 10−4 T.

## Esempi
Il tesla, come il coulomb, è una unità molto pratica, perché quadra con le altre unità del SI, ma grande rispetto ai campi magnetici comuni.
Infatti, valori esemplari della densità del flusso magnetico sono:
- 1013 T : ipotizzati in una magnetar, corpo celeste con gigantesche emissioni magnetiche,
- 106 - 1011 T : in una stella di neutroni (pulsar), i campi magnetici più forti misurati (indirettamente) nell'universo[2];
- 45 T : quelli del più forte campo magnetico continuo prodotto artificialmente (laboratorio "National High Magnetic Field Laboratory" dell'Università della Florida a Tallahassee, settembre 2003), per mezzo di un magnete ibrido costituito da un solenoide di Bitter circondato da un magnete superconduttore[3][4];
- 32 T : nei magneti resistivi del Grenoble High Field Magnetic Laboratory (CNRS France), a regime; valori superiori per pochi millisecondi;
- 1,5 - 3 T : in una macchina per imaging con risonanza magnetica nucleare (MRI);
- 0,1 T : in una macchia solare;
- 10−2 T : in un comune magnete a forma di ferro di cavallo;
- 10−5 T, ovvero 0,1G : nel campo magnetico della Terra: alla latitudine di 50°, 5 · 10−5 T; all'equatore, 3,1 · 10−5 T;
- 10−10 - 10−8 T : nello spazio intergalattico;
- 10−9 T, ovvero 1 nT : nelle fluttuazioni del campo magnetico terrestre. Infatti, il nanotesla (nT) è l'unità tipicamente utilizzata in ambito geofisico.
- 10−13 - 10−12 T, ovvero 0,1-1 pT :  nel cervello umano.